# Liste der Botschafter der Vereinigten Staaten in Burundi

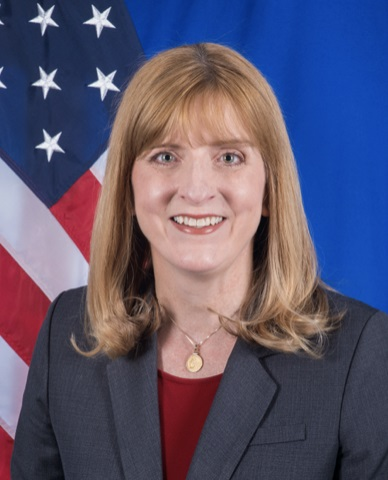
Melanie Harris Higgins, derzeitige Botschafterin

Der Botschafter der Vereinigten Staaten von Amerika in Burundi ist der bevollmächtigte Botschafter (bis 1963 Gesandter) der Vereinigten Staaten von Amerika in Burundi.

## Botschafter
| Amtszeit  | Name                     | Bemerkungen                                                                                            |
| --------- | ------------------------ | --- |
| 1962–     | Herbert Vincent Olds     | Chargé d’Affaires ad interim                                                                           |
| 1963–1966 | Donald Albert Dumont     | Bis 1963 Envoy Extraordinary and Minister Plenipotentiary, Rückruf von burundischer Regierung verlangt |
| 1968–1969 | George Willmot Renchard  | |
| 1970–1972 | Thomas Patrick Melady    | |
| 1972–1974 | Robert Lloyd Yost        | |
| 1974–1977 | David Everett Mark       | |
| 1978–1980 | Thomas James Corcoran    | |
| 1980–1983 | Frances D. Cook          | |
| 1983–1986 | James Richard Bullington | |
| 1986–1990 | James Daniel Phillips    | |
| 1990–1993 | Cynthia Shepart Perry    | |
| 1993–1994 | Leonard J. Lange         | Chargé d’Affaires ad interim                                                                           |
| 1994–1995 | Robert C. Krueger        | |
| 1996–1999 | Morris Nelson Hughes Jr. | |
| 1999–2002 | Mary Carlin Yates        | |
| 2002–2005 | James Howard Yellin      | |
| 2006–2009 | Patricia Newton Moller   | |
| 2009–2012 | Pamela Jo Howell Slutz   | |
| 2013–2016 | Dawn M. Liberi           | |
| 2016–2019 | Anne S. Casper           | |
| 2019–2021 | Eunice S. Reddick        | Chargé d’Affaires ad interim                                                                           |
| 2021–     | Melanie Harris Higgins   | |